# Benissimo
Benissimo war die erfolgreichste regelmässig ausgestrahlte Unterhaltungssendung von Schweizer Radio und Fernsehen am Samstagabend.
Der Name Benissimo ist ein Wortspiel, das sich auf den Vornamen des Moderators Bernard «Beni» Thurnheer und den Superlativ von italienisch bene «gut» (Adverb, wie in gut gemacht) bezieht.

## Zur Sendung
1992 wurde die erste Benissimo-Sendung von Schweizer Radio und Fernsehen ausgestrahlt und war von Anfang an sehr erfolgreich. Das Konzept zur Sendung war gemeinsam mit Moderator Bernard Thurnheer ausgearbeitet worden. Benissimo erreichte jeweils einen Marktanteil von 60 %, das sind etwa eine Million Fernsehzuschauer. Die Sendung galt damit als erfolgreichste Schweizer Unterhaltungssendung. Die Sendung wurde im Studio 1 in Leutschenbach produziert, worin rund 350 Zuschauer Platz fanden. Eine über 65-köpfige Crew, 350 Scheinwerfer und acht Kameras wurden eingesetzt.
Das Format wurde Ende 2012 abgesetzt. Am 1. Dezember 2012 wurde mit Ausgabe 103 die letzte Folge ausgestrahlt. Die Lotterie wird heute in die Sendung Happy Day integriert und die Lose entsprechend umbenannt.
Am 17. Januar 2022 kündigte SRF eine einmalige Sendung zum 30-jährigen Jubiläum an. Die Show fand am 15. Oktober 2022 mit Moderator Beni Thurnheer statt und wurde auf SRF 1 live ausgestrahlt. Gäste waren unter anderem Helene Fischer und DJ Bobo.
Benissimo konnte immer wieder internationale Stars in die Sendung holen. So auch für die Finalsendung am 1. Dezember 2012: Joe Cocker, Robbie Williams, Pink und Kylie Minogue traten in der Sendung auf. In der Geschichte der Show gab es etwa auch Auftritte von Tina Turner, Phil Collins, Take That, Leona Lewis, Laura Pausini, One Republic, James Blunt, Toni Braxton, Herbert Grönemeyer, Il Divo, Roxette, Katie Melua, Tokio Hotel, Anastacia, a-ha, Eros Ramazzotti, Ricky Martin, Zucchero, Alicia Keys, Shakira, Andrea Bocelli, Pet Shop Boys oder Kim Wilde. 

## Das Spiel
In jeder Benissimo-Sendung wurde eine Million Schweizer Franken verlost. In der Sendung wurden acht Benissimo-Lose gezogen, deren Besitzer danach von Bernard Thurnheer angerufen wurden. Die Kandidaten hatten die Wahl zwischen farbigen Kugeln, in denen sich Sofortpreise wie Autos oder Reisen befanden. Wer sich gegen die Sofortpreise entschied, spielte um die Million. Die Kugeln, die im Rennen um die Million waren, drehten sich dabei in einer Glaskugel – der Besitzer der Kugel, die als erste herausfiel, war der Gewinner. In der 96. Folge am 21. Mai 2011 wurde erstmals in der Geschichte von Benissimo eine Million vergeben, ohne dass eine Kugel gezogen wurde. In jener Folge hatten alle Kandidaten den Sofortgewinn gewählt.

### Kugeln
- 4 Kugeln enthielten einen Sofortpreis oder die Option, um die Million zu spielen
- 1 Kugel enthielt einen goldenen Würfel. Der Spieler konnte zwischen Würfeln und Mitspiel an der Millionenziehung wählen. Beim Würfeln war ein Auge 25'000 CHF wert.
- 1 Kugel enthielt einen silbernen Würfel. Der Spieler konnte zwischen Würfeln und Mitspiel an der Millionenziehung wählen. Beim Würfeln war ein Auge 5'000 CHF wert.
- 1 Kugel enthielt nur eine Teilnahme an der Millionenziehung.
- 1 Kugel enthielt nur einen Sofortpreis.
- 1 Kugel enthielt 2 Sofortpreise. Einen davon muss der Spieler auswählen (keine Option zur Millionenziehung)

### Zwischenspiele
Zwischen den Telefonaten mit den Losbesitzern wurde ein Unterhaltungsprogramm aus den Bereichen Musik, Comedy und Varieté geboten.

### Zuschauerwünsche
Benissimo erfüllte zudem unterschiedliche Wünsche von Zuschauern. Besonders beliebt waren gemeinsame Auftritte von verschiedenen Künstlern, die ansonsten kaum miteinander zu tun hatten. So gelang es der Benissimoredaktion beispielsweise Paola Felix zu einem Duett mit Michael von der Heide zu bewegen. Zum Jubiläum der 75. Benissimosendung im Jahr 2007 gab das Trio Eugster ein einmaliges Comeback und sang gemeinsam mit den Punkrockern von QL seine alten Hits.

### Kugelspiel 2022 (einmaliges Comeback)
Wie schon früher war das Spiel mit den farbigen Kugeln der rote Faden der Show. Am Ende fiel eine Kugel in den legendären Glasbehälter, und eine Zuschauerin oder ein Zuschauer gewann den Jackpot in der Höhe von 100’000 Franken. Insgesamt wurden während der Show acht Kugeln unter allen Anrufenden verlost. In jeder dieser acht Kugeln steckte ein Sachpreis im Wert von rund 10‘000 bis 35‘000 Franken. Die Gewinnerin oder der Gewinner einer Kugel musste sich live in der Sendung entscheiden, ob Sachpreis oder Risikospiel um den Jackpot. Doch es gab eine neue Regel: Der Jackpot wuchs innerhalb der Sendung. Neben den 100’000 Franken kam auch jeder Sachpreis, der nicht gewählt wurde, in den Gewinntopf.  